# 사모스의 코논
사모스의 코논(고대 그리스어: Κόνων ὁ Σάμιος 코논 호 사미오스[*], 기원전 280년 무렵 - 기원전 220년 무렵)은 고대 그리스의 천문학자이자 수학자이다. 머리털자리에 이름을 붙인 것으로 널리 알려져 있다.

## 생애와 업적
코논은 이오니아의 사모스 섬에서 태어났고 프톨레마이오스 왕조가 지배하던 알렉산드리아에서 사망하였다. 코논은 프톨레마이오스 3세의 궁정 천문학자였다. 프톨레마이오스 3세의 아내이자 공동 파라오였던 베레니케 2세를 기려 머리털자리의 이름을 붙였다.
베레니케는 프톨레마이오스 3세가 원정에서 무사히 돌아온 것을 기념하여 아프로디테 신전에 머리카락을 바쳤다. 그러나. 다음날 신전에 바친 머리카락이 사라지자 왕과 왕비는 분노하였고 신관들은 사형을 각오했다. 이때 코논이 아프로디테 여신이 왕비의 행동이 마음에 들어 머리카락을 하늘에 두어 장식하게 했다고 하며 왕과 왕비를 달랬다. 그러면서 당시 사자자리의 성단의 꼬리부분을 가리키며 그것이 왕비의 머리카락이라고 하였다. 이후 이 별자리를 베리니케의 머리카락이라 부르게 되었다고 한다.
알렉산드리아의 파포스는 아르키메데스 소용돌이가 코논에 의해 발견된 것이라 밝히고 있다. 아르키메데스는 코논으로부터 기하학을 배웠고 코논이 죽자 매우 슬퍼하였다. 페르가의 아폴로니오스는 자신의 저서 《원뿔 곡선》제4권에서 코논 역시 원뿔 곡선을 연구하였다고 밝히고 있다.
코논은 7권으로 된 《천문학》을 남겼으며 여기에서 계절의 변화를 나타내는 17가지 징후를 설명하였다. 천문사학자 오토 뉴게바우어는 코논이 "매우 세심하게 황도를 관찰하였다"고 평하였다.

## 주해
1. ↑  사실 머리털자리는 아리스토텔레스 시절부터 잘 알려져 있는 별자리였다. 머리털자리를 베레니케와 연관지어 설명하기 시작한 천문서는 고대 로마의 천문학자 가이우스 율리우스 히기누스가 지은 《천문학》제 2권이다. 사자자리에 대한 설명에서 베레니케와 관련한 이야기가 나온다. - ASTRONOMICA 2